# Aurelia Kreit
 (août 2023).
Aurelia Kreit est un groupe de musique de style post punk des années 1980 originaire de Lyon. C'est aussi un personnage de fiction du roman Aurélia Kreit de Laurent Cachard, inspiré par le nom du groupe.

## Groupe
Aurélia Kreit est un groupe de la scène lyonnaise des années 80, né lorsque Lyon occupait la place de capitale du Rock en France.

### Membres
- Christophe Navarro, auteur compositeur et chant,
- Didier Georgakakis, guitare,
- Jean-Jacques Fraillon, batterie et auteur compositeur,
- Raphaëlle Villard synthés/claviers/chœurs,
- Muriel Jacobi, violon.

### Style musical
Aurelia Kreit est un groupe de Rock qui se situe dans la vague cold wave, très populaire à l’époque à Lyon.

### Concerts et discographie
Entre 1983 et 1991, le groupe atteint rapidement une bonne notoriété locale. Aurelia Kreit se produit au palais d’hivers en 1983 dans le Rocklight. Le groupe enchaîne les premières parties remarquées comme avec Petersen, Opposition, Autographe et fait aussi l’after du concert de Simple-Minds au Westside, plaque tournante de la musique Lyonnaise où Aurelia Kreit jouera à plusieurs reprises.
En 1987, Aurelia Kreit est sélectionné pour représenter Lyon à la biennale des jeunes créateurs européen à Barcelone, A son retour, il joue avec Catherine Lara à Lausanne, au concert de légende des 24 h de l’INSA et participe à l’expérience musicale Cap Coda du GRIM aux côtés des Chimik Pepeka et BIG Zingo sélectionnés pour ce co-plateau. 
Aurelia Kreit est repéré par les majors et en particulier Virgin. Le groupe est souvent placé second derrière Hot pants, Les Innocents, et il souffre un peu d’un positionnement entre Marc Seberg et Noir désir qui s’impose quand Rennes détrône Lyon de son statut de capitale du Rock.
À la suite de son concert à Barcelone, le groupe laisse un titre sur la compilation de la biennale de 1987. Le groupe enregistre aussi une cassette autoproduite. Cette maquette rouge collector continue d'ailleurs de fixer le mystère et la légende du groupe, que des fans réactivent en postant des images et des vieux titres,.
En 2019, à la faveur d’une exposition qui fait revivre la scène de la capitale du Rock lyonnais et pour la sortie du roman inspiré du nom éponyme , le groupe se reforme et donne un concert à guichet fermé à Ô Totem en banlieue lyonnaise avec le Voyage de Noz, groupe avec lequel des liens se sont tissés depuis toutes ces années. date,. À cette occasion, la compilation de l’époque est rééditée par Simplex Record, un label dirigé par Christophe Simplex. Ces maquettes d’époques sont ensuite transformées en un album vinyl. Le concert est aussi enregistré et un album live sort chez Moleskine records et est ensuite distribué sur les plateformes en 2020.

## Roman
Fan du groupe, le romancier Laurent Cachard décide de réinvestir la légende d’Aurelia, petite fille qui voyage d’Ukraine en Alsace que le groupe évoquait cursivement. Aurelia Kreit est un roman philosophique  qui raconte le périple du personnage. Laurent Cachard met plus de dix ans à écrire son œuvre. En 2023, il publie un autre tome, qui porte sur la guerre de 14 et sous-titré les jardins d’Ellington une autre chanson du groupe,.

### Résumé
L'histoire d'Aurelia Kreit commence en Russie au début du XXe où elle naît. Avec ses parents et son frère, elle traverse de multiples épreuves et de multiples pays pour fuir les pogroms. La famille Kreit voyage aussi avec les Bolotkine. Le roman suit ces deux familles en fuite pendant une dizaine d'années. Elles traversent le continent de Iekaterinoslav à Odessa, puis de Constantinople jusqu'à Saint-Étienne en passant par Vienne, Paris ou Lyon. Leur voyage s'achève en France, à l’aube de la Première guerre mondiale. Ce roman interroge plusieurs thème, la question de l'identité ukrainienne écrasée par la grande nation voisine, celle de l'antisémitisme, de la judéité et de la fatalité.